# Carduelini
Carduelini – plemię ptaków z podrodziny łuskaczy (Carduelinae) w obrębie rodziny łuszczakowatych (Fringillidae).

## Rozmieszczenie geograficzne
Plemię obejmuje gatunki występujące w Eurazji, Ameryce i Afryce.

## Systematyka
Do plemienia zalicza się następujące rodzaje:
- Haemorhous Swainson, 1837
- Rhodospiza Sharpe, 1888 – jedynym przedstawicielem jest Rhodospiza obsoleta (M.H.C. Lichtenstein, 1823) – czarnodziobek
- Rhynchostruthus P.L. Sclater & Hartlaub, 1881
- Chloris Cuvier, 1800
- Linurgus Reichenbach, 1850 – jedynym przedstawicielem jest Linurgus olivaceus (Fraser, 1843) – krasnodziób
- Crithagra Swainson, 1827
- Linaria Bechstein, 1802
- Acanthis Borkhausen, 1797 – jedynym przedstawicielem jest Acanthis flammea (Linnaeus, 1758) – czeczotka zwyczajna
- Loxia Linnaeus, 1758
- Chrysocorythus Wolters, 1967 – jedynym przedstawicielem jest Chrysocorythus estherae (Finsch, 1902) – pstrokulczyk
- Carduelis Brisson, 1760
- Serinus Koch, 1816
- Spinus Koch, 1816